# Skistodiaptomus bogalusensis
Skistodiaptomus bogalusensis är en kräftdjursart som först beskrevs av M. S. Wilson och W. G. Moore 1953.  Skistodiaptomus bogalusensis ingår i släktet Skistodiaptomus och familjen Diaptomidae. IUCN kategoriserar arten globalt som otillräckligt studerad.

## Underarter
Arten delas in i följande underarter:
- S. b. marii
- S. b. bogalusensis